# Nephilidae
Nephilidae é uma pequena família de aranhas araneomorfas, incluída na superfamília dos araneoideos (Araneoidea), caracterizada pela renovação parcial das respectivas teias.  A família tem uma distribuição natural centrada na zona tropical, com a sua máxima biodiversidade no hemisfério sul.

## Sistemática
os géneros que actualmente integram a família Nephilidae formavam um grupo nas famílias Araneidae e Tetragnathidae até serem separados e reagrupadas numa família própria. O género Singafrotypa foi transferido para a família Araneidae em 2002. A família inclui 61 espécies descritas comprendidas em 4 géneros:
- Clitaetra Simon, 1889 (África, Madagáscar, Sri Lanka)
- Herennia Thorell, 1877 (Sul da Ásia, Austrália)
- Nephila Leach, 1815 (Pantropical)
- Nephilengys L. Koch, 1872 (Pantropical)